# Zdzislaw Suchodolski
Zdzislaw Suchodolski   (Roma, 11 de maig de 1835 - Múnic, 28 de febrer de 1908) (Zdzisław Aleksander Mamert Suchodolski) va ser un pintor alemany-polonès.

## Biografia

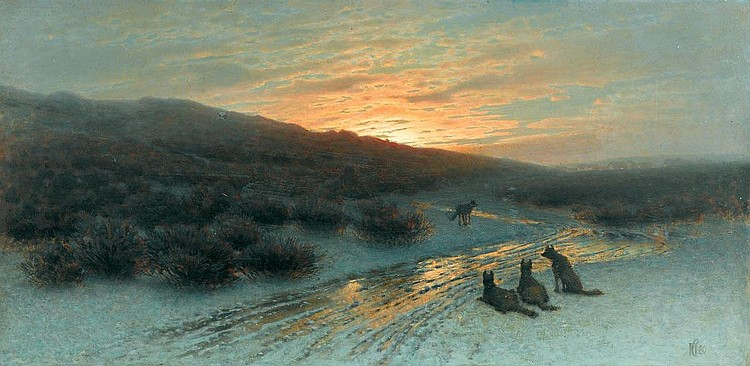
Paisatge nevat amb llops al capvespre, 1880

El seu pare January Suchodolski era el pintor i oficial de l'exèrcit.
Després d'estudiar a Cracòvia, va anar a la Kunstakademie Düsseldorf i a l'escola de pintura de Düsseldorf a Düsseldorf.
De 1874 a 1880 va treballar a Weimar; a partir de 1880 va viure a Munic.
La seva obra està inclosa a la col·lecció del Museu del Districte de Suwalki, Polònia.